# 医薬品開発費
医薬品開発費（いやくひんかいはつひ、英: cost of drug development）とは、新薬（すなわち、新規化学物質）を市場に投入するために、創薬から臨床試験を経て、承認に至るまでの全費用のことである。一般的に、企業は医薬品開発に数千万米ドル～数億米ドル（数十億円から数百億円）を費やしている。その複雑さの一因は、広く公表される最終的な数値には、一連の第I相～第III相臨床試験を実施するための自己負担費用に加え、前臨床創薬のための自己負担費用を企業が負担しなければならない長期（10年以上）における資本コストも含まれていることが多いためである。さらに企業は、ある数値が資本コストを含むか、自己負担分のみで構成されているか、あるいはその両方なのかを報告しないことが多い。
ある調査では資本化費用は約18億米ドル、自己負担費用は8億7000万米ドルと評価されている。
10年間以上にわたる98社の医薬品開発費用を対象とした分析では、単剤製薬企業が開発および承認された医薬品あたりの平均費用は3億5000万ドルであった。しかし、10年間で8〜13種類の医薬品が承認された企業では、マーケティングのための地理的な拡大と、第IV相試験や安全性の継続的な監視のための継続的な費用のため、1つの医薬品あたりの費用が55億ドルに達した。
2020年の新しい調査では、新薬を市場に投入するまでの費用の中央値は9億8500万ドル、平均値は13億ドルと推定されており、医薬品開発の平均費用を28億ドルとしていたこれまでの調査と比較してはるかに低かった。
従来の医薬品開発に代わり、大学、政府、製薬業界が協力した資源を最適化することを目的とした活動も見られる。

## 研究開発
この表は、2013年時点での製薬会社の研究開発統計である（アストラゼネカによる）。
| 製薬会社                           | 承認された医薬品の数 | 医薬品あたりの平均研究開発費（百万ドル） | 1997-2011年の総研究開発費（百万ドル） |
| ---------------------------------- | -------------------- | ---------------------------------------- | ------------------------------------- |
| アストラゼネカ                     | 5                    | $11,790.93                               | $58,955                               |
| グラクソ・スミスクライン           | 10                   | $8,170.81                                | $81,708                               |
| サノフィ                           | 8                    | $7,909.26                                | $63,274                               |
| ロシュ                             | 11                   | $7,803.77                                | $85,841                               |
| ファイザー                         | 14                   | $7,727.03                                | $108,178                              |
| ジョンソン・エンド・ジョンソン     | 15                   | $5,885.65                                | $88,285                               |
| イーライリリー・アンド・カンパニー | 11                   | $4,577.04                                | $50,347                               |
| アボット・ラボラトリーズ           | 8                    | $4,496.21                                | $35,970                               |
| メルク・アンド・カンパニー         | 16                   | $4,209.99                                | $67,360                               |
| ブリストル・マイヤーズ スクイブ    | 11                   | $4,152.26                                | $45,675                               |
| ノバルティス                       | 21                   | $3,983.13                                | $83,646                               |
| アムジェン                         | 9                    | $3,692.14                                | $33,229                               |

スイス企業ロシュのCEOであるセヴリン・シュヴァンは、同社の研究開発費が2018年に123億ドルに達し、米国国立衛生研究所の予算全体の4分の1であることを報告した。製薬企業の利益主導型の性格とその研究開発費を考えると、企業は研究開発費を起点とし、適切でありながら収益性が高い価格を決定している。
製薬企業は、医薬品が市場に出るまでに多額の研究開発費を費やしており、費用はさらに、薬物の特定の医療分野の発見、臨床試験、失敗した医薬品という3つの主要な分野に分けられる。

### 創薬
創薬は、研究開発の中でも最も多くの時間と費用を要する分野である。このプロセスでは、特定の病気や疾患の原因となる細菌、ウイルス、バクテリアを特定するために科学者が関与することができる。概算期間は3年～20年、費用は数十億ドル～数百億ドルになる可能性がある。研究チームは、病気の構成要素を分解して、体内で起こっている異常なできごと／プロセスを見つけようとする。そうして初めて、コンピュータモデルの助けを借りて、これらの異常を治療するための化学物質の開発に取り組む。
創薬と化合物作成の後、製薬会社は米国食品医薬品局（FDA）へ治験薬 (英語版) を申請する。医薬品の研究と承認を得た後、製薬会社は前臨床試験と臨床試験に移行できる。

### 臨床試験
医薬品開発や前臨床試験では、人間以外に焦点を当て、ラットなどの動物を使用して行う。これは、試験の中でも最も安価な段階である。
米国食品医薬品局（FDA）では、副作用と薬の有効性を検証する3段階の臨床試験を義務付けており、1段階の臨床試験には1億ドルを超える費用がかかる。
医薬品がこれら3つの段階をすべて通過した後、製薬会社はFDAへの新薬申請（NDA）を進めることができる。2014年、FDAはNDAに対して100万ドルから200万ドルの費用を請求している。

### 失敗した医薬品
創薬と臨床試験のプロセスは、研究室から患者に届くまで約12年になり、前臨床試験を開始した薬のうち、実際の人間での試験に至るのは約10%である。各製薬会社（何百もの薬がこれらの段階を行き来している）は、「失敗した薬」の費用を回収することはできない。したがって、1つの薬から得られる利益は、過去の「失敗した薬」の費用をカバーする必要がある。

### 関連
医薬品に関連する研究開発費は、全体で数十億ドルに上る。たとえば、アストラゼネカは、研究開発費として1つの医薬品につき平均110億ドル以上を費やしたと報告している。この平均110億ドルは、創薬の費用、前臨床および臨床試験の費用、およびその他の費用のみで構成されている。これに「失敗した医薬品」の費用を加えると、110億ドルは簡単に200億ドルを超える費用になる。したがって、アストラゼネカのような製薬会社が、これらの費用をカバーし、同時に利益をあげるために目指すおよその売上高は600億ドルが適切な数字となる。
製薬会社にとって、研究開発費の総額は、総費用の大まかな目安を与える。これは、特定の医薬品の利益目標を設定する上で重要であり、したがって、製薬会社が特定の医薬品の価格設定を行うにあたり最も必要なステップの一つである。

## 費用に関する研究
タフツ医薬品開発研究センターは、新しい医薬品の開発費用を見積もる研究を数多く発表している。2001年、本センターの研究者は、その費用を8億200万ドルと推定し、2014年には、この金額が26億ドル近くにまで上昇したと推定する研究を発表した。2014年の調査は、業界の研究開発費が公表されていないため、信頼性に欠けると国境なき医師団から批判された。また、ニューヨークタイムズ紙のアーロン・キャロルも、この研究を『製薬業界に有利な傾向のある仮定が多く含まれている』と批判した。2016年にJournal of Health Economics誌に掲載された本センターの見積もりでは、費用は平均28億7000万ドル（2013年ドル換算）と報告された。

## 推薦文献
- Avorn, Jerry (14 May 2015). “The $2.6 Billion Pill — Methodologic and Policy Considerations”. New England Journal of Medicine 372 (20):  1877–1879. doi:10.1056/NEJMp1500848. PMID 25970049.
- “Cost to Develop New Pharmaceutical Drug Now Exceeds $2.5B” (英語). Scientific American (2014年11月24日). 2017年3月6日閲覧。

- "Research and Development in the Pharmaceutical Industry". Congressional Budget Office (2021年4月8日).